# Asphondylia vincenti
Asphondylia vincenti är en tvåvingeart som beskrevs av Ephraim Porter Felt 1911. Asphondylia vincenti ingår i släktet Asphondylia och familjen gallmyggor. Inga underarter finns listade i Catalogue of Life.